# John Rutsey
John Rutsey (Toronto, 14 mei 1953 – aldaar, 11 mei 2008) was een drummer uit Canada, die van 1968 tot 1974 drummer was van de Canadese progressieve-rockband Rush. Hij was een schoolvriend van Alex Lifeson met wie hij, samen met basgitarist Jeff Jones, de band oprichtte.
Rutsey verliet de band na het uitkomen van het eerste album, vooral vanwege zijn gezondheid. Er is dus maar één album van Rush waarop zijn drumpartijen te horen zijn: het titelloze debuutalbum van Rush. Zijn opvolger bij Rush was Neil Peart. 
John Rutsey overleed op 11 mei 2008 aan een hartaanval, wat een gevolg was van zijn suikerziekte.